# أراتا أندو
أراتا أندو (باليابانية: 遠藤新؛ بالكانا: えんどう あらた) هو مهندس معماري ياباني، ولد في 1889، وتوفي في 29 يونيو 1951.